# Монтереј Парк (Њу Мексико)
Монтереј Парк (енгл. Monterey Park) насељено је место без административног статуса у америчкој савезној држави Њу Мексико.

## Демографија
По попису из 2010. године број становника је 1.567.
| Група             | 2000.    | 2010.         |
| Белци             | 0 (0,0%) | 68 (4,3%)     |
| Афроамериканци    | 0 (0,0%) | 10 (0,6%)     |
| Азијати           | 0 (0,0%) | 0 (0,0%)      |
| Хиспаноамериканци | 0 (0,0%) | 1.477 (94,3%) |
| Укупно            | 0        | 1.567         |